# Diritto di sequela
Il diritto di sequela o diritto di seguito (in latino ius persequendi) è un istituto dell'ordinamento giuridico italiano che concerne i diritti reali. In particolare è il diritto di sottoporre il bene ad un'esecuzione forzata, anche se divenuto di proprietà di un terzo; particolarmente rilevante in materia di pegno e ipoteca. Es: articoli 924 e 925 del codice civile italiano. Caratteristiche peculiari dei diritti reali sono: l'assolutezza, cioè possono essere fatti valere erga omnes, contro tutti, e non solo contro l'alienante; l'immediatezza del potere sulla cosa; tipicità, cioè sono stabiliti dalla legge e patrimonialità, in quanto il contenuto è prevalentemente economico.
Il diritto di sequela è la diretta conseguenza della titolarità di un diritto reale che si traduce nella opponibilità di quest'ultimo a chiunque possieda o vanti diritto sulla cosa. Ed infatti, per esempio, l'iscrizione dell'ipoteca da parte del mutuatario a garanzia del debito da quest'ultimo contratto con il mutuante, attribuisce a quest'ultimo il potere di espropriazione del bene sul quale l'ipoteca è costituita e, soprattutto, il privilegio di essere soddisfatto con preferenza (rispetto ad altri eventuali creditori) sul prezzo ricavato.